# Blueberry
Tegneserien Blueberry er skabt i 1963 af tekstforfatteren Jean-Michel Charlier (1924-1989) og tegneren Jean Giraud (1938-2012). Charlier var på det tidspunkt sammen med René Goscinny leder af tegneseriemagasinet Pilote, og det var her, at Blueberry startede som ugentlig føljeton. Den 31. oktober 1963 fik Blueberry verdenspremiere i det franske tegneseriemagasin Pilote nr. 210.
På dansk udkom serien første gang i ugebladet fart og tempo fra efteråret 1969, og i albumform udkom de første historier i 1972 fra Interpresse under serietitlen Fort Navajo.
På fransk er der tale om fire serier. Den ene er opdelt på dansk, sådan at der i alt er tale om fem serier:
- Løjtnant Blueberry
- Den unge Blueberry
- Blueberrys unge år
- Marshal Blueberry
- Et ekstraordinært eventyr med Blueberry

Efter Charliers død blev Giraud forfatter på Løjtnant Blueberry (fra midt i nr. 23) og på den nye serie Marshal Blueberry, mens François Corteggiani blev forfatter på Blueberrys unge år.
Ud over Giraud har nogle få tegnere bidraget til serien. Girauds læremester Jijé bidrog til et par af de tidlige album, og han tegnede forsiden på det allerførste album. Michel Rouge rentegnede dele af Den lange march og var enetegner på Blodig grænse. William Vance tegnede de første to Marshal Blueberry; Colin Wilson tegnede de første 6 Blueberrys unge år, og serien er siden tegnet af Michel Blanc-Dumont.
Et ekstraordinært eventyr med Blueberry er skrevet af Joann Sfar og Christophe Blain og tegnet af Blain.

## Historien
Der er tale om en westernserie med militærmanden Mike S. Blueberry (egentlig: Michael Steven Donovan) som hovedperson. Hovedserien, Løjtnant Blueberry, følger hans eventyr i perioden efter den amerikanske borgerkrig, hvor han har kæmpet på Nordstaternes side, men han har en broget fortid, der ind imellem spiller en væsentlig rolle i den fortsatte historie. Blueberry bliver af forskellige årsager ofte indblandet i voldsomme konflikter, hvor han tvinges til at vælge side. Her vælger han som regel den retfærdige side, og i sine kampe får han ofte hjælp af drankeren Jimmy McClure og "Red Neck" Wooley. En del af albummerne hænger sammen (nr. 1-5, 7-10, 11-12, 13-22 og 24-28), idet historien i et album fortsætter i et eller flere andre.

## Albumserierne

### Løjtnant Blueberry
Hovedserien om Blueberry tæller 29 album.
Skrevet af Jean-Michel Charlier (nr. 1-23) og Jean Giraud (nr. 23-29 og 0). Hovedtegner var Jean Giraud. Nr. 0 er udgivet af Cobolt, nr. 1-18 af Gutenberghus / Egmont Serieforlaget, nr. 19-22 af Interpresse og nr. 23-28 af Carlsen.
1. Apache 978-87-7085-373-6
2. Fort Navajo
3. Torden i vest
4. Ensomme Ørn
5. Dødens hovslag ...
6. Det store opgør
7. Manden med sølvstjernen
8. Jernhesten
9. Manden med stålnæven
10. Siouxerne på krigsstien
11. General Guldmanke
12. Den gale tyskers guldmine
13. Genfærdet skyder med guldkugler
14. Chihuahua Pearl
15. ½ million dollars værd!
16. Balladen om en ligkiste
17. Lovløs
18. Angel Face
19. "Brækket Næse"
20. Den lange march 87-7529-751-5
21. Indianerne, der blev væk 87-7529-879-1
22. Det sidste kort 87-456-0127-5
23. Hvor sporet ender 87-456-0498-3
24. Arizona Love 87-562-5457-1
25. Mister Blueberry 87-562-7102-6
26. Tombstone 87-562-7258-8
27. Geronimo 87-562-7382-7
28. OK Corral 87-626-7543-5
29. Dust 87-626-7614-8

### Fort Navajo
Nogle af albummene i serien Løjtnant Blueberry blev først udgivet af Interpresse under serietitlen Fort Navajo. Nummeret i den kronologiske rækkefølge er angivet efter titlen.
1. Manden med sølvstjernen (6)
2. Indianersporet (9)  87-7529-045-6
3. General "Guldmanke" (10) 87-7529-089-8
4. Guldminen (11) 87-7529-094-4
5. Spøgelsesbjerget (12) 87-7529-190-8
6. Chihuahua Pearl (13) 87-7529-173-8

### Den unge Blueberry
Ni korte historier samlet i tre album. Serien er tegnet af Giraud. De første otte historier foregår under borgerkrigen og er skrevet af Jean-Michel Charlier. Den sidste foregår efter borgerkrigen og er skrevet af Giraud. 
| 1. Den unge Blueberry - 3000 prærieheste | 2. En yankee ved navn Blueberry - Menneskejagten | 3. Blåjakken Blueberry - Torden over Sierraen |

Interpresse udgav de otte historier fra borgerkrigen i 1990 i bogen Blueberry i den amerikanske borgerkrig 87-456-0722-2. Den er i sort-hvid og formatet 140 × 209 mm.

### Blueberrys unge år
Serien tæller 18 album. Skrevet af Jean-Michel Charlier (nr. 1-3) og af François Corteggiani (nr. 3-18). Tegnet af Colin Wilson (nr. 1-6) og Michel Blanc-Dumont (nr. 7-18). Nr. 1-3 er udgivet af Interpresse, nr. 4-10 af Carlsen, nr. 11-16 af Donovan Comics og nr. 17-18 af Faraos Cigarer.
1. Missouris dæmoner 87-456-0313-8
2. Rædsel over Kansas 87-456-0610-2
3. Bag fjendens linjer 87-456-0845-8
4. Den nådesløse jagt 87-562-6066-0
5. Tre mænd i Atlanta 87-562-6177-2
6. Blodets pris 87-562-6269-8
7. Pinkertons plan 87-562-7296-0
8. De fortabtes spor 87-562-7428-9
9. Sidste tog til Washington 87-562-7446-7
10. Dræb præsident Lincoln 87-626-7530-3
11. Slagteren fra Cincinnati 978-87-992002-2-1, 978-87-93030-28-2
12. Sirenen fra Vera Cruz 978-87-993233-1-9, 978-87-93030-29-9
13. 100 dollars for at dø 978-87-994418-0-8, 978-87-93030-30-5
14. Tårernes spor 978-87-995432-0-5
15. 1276 sjæle 978-87-93030-04-6
16. Forløsning 978-87-93030-21-3
17. Gettysburg 978-87-93274-82-2
18. Sidste konvoj til Paris 978-87-93274-83-9

### Marshal Blueberry
En sammenhængende historie bestående af tre album, skrevet af Jean Giraud. Nr. 1-2 er tegnet af William Vance og udgivet af Bogfabrikken, nr. 3 er tegnet af Michel Rouge og udgivet af Donovan Comics.
1. Efter ordre fra Washington 87-7297-343-9
2. Mission Sherman 87-7297-344-7
3. Blodig grænse 87-990436-0-2

### Et ekstraordinært eventyr med Blueberry
Skrevet af Joann Sfar og Christophe Blain, tegnet af Blain. Oversat af Søren Vinterberg, udgivet af Cobolt.
1. Den bitre apache 978-87-7085-964-6
2. (Planlagt)

### Kronologi
Albummerne fortæller ikke Blueberrys historie i kronologisk rækkefølge. Denne kan beskrives med følgende rækkefølge af albummerne m.m.:
- Den unge Blueberry 1-3
- Blueberrys unge år 1-18
- Løjtnant Blueberry 0-5
- Et ekstraordinært eventyr med Blueberry 1-2
- Løjtnant Blueberry 6-10
- Marshal Blueberry 1-3
- Løjtnant Blueberry 11-23
- Tre sorte fugle (kort historie)
- Løjtnant Blueberry 24-28
- Los Gringos 5 (Blueberry gæsteoptræder, ikke udgivet på dansk)

### Egmonts bogserie
Egmont Serieforlaget udgav 2006-2007 tolv bøger med 34 af de 35 album, hvor Jean Giraud havde været involveret som enten tegner eller forfatter eller begge dele.
Bogserien var efter norsk model, og de fleste artikler i bogserien er skrevet af norske forfattere. I Norge fortsatte serien og består af 17 bøger, inkl. alt materiale skrevet af Jean-Michel Charlier og de nyeste album af Jean Giraud. Serien blev også udgivet på tysk, hvor der kom 20 bøger.
1. Ungdom og borgerkrig 978-87-7679-274-9 (Den unge Blueberry 1-3)
2. Fort Navajo 978-87-7679-275-6 (Løjtnant Blueberry 1-3)
3. Lovløst land 978-87-7679-276-3 (Løjtnant Blueberry 4-6)
4. Siouxerne og jernhesten 978-87-7679-277-0 (Løjtnant Blueberry 7-10)
5. U.S. Marshal 978-87-7679-278-7 (Marshal Blueberry 1-3)
6. Guldfeber 978-87-7679-307-4 (Løjtnant Blueberry 11-12)
7. Chihuahua Pearl 978-87-7679-300-5 (Løjtnant Blueberry 13-15)
8. Angel Face 978-87-7679-302-9 (Løjtnant Blueberry 17-18)
9. Den lange march 978-87-7679-303-6 (Løjtnant Blueberry 19-20)
10. Sidste kort 978-87-7679-304-3 (Løjtnant Blueberry 21-23)
11. Skygger over Tombstone 978-87-7679-305-0 (Løjtnant Blueberry 24-26)
12. O.K. Corral 978-87-7679-306-7 (Løjtnant Blueberry 27-28)

De norske bøger, som ikke udkom på dansk, er:
1. Missouris demoner 978-82-429-3701-8 (Blueberrys unge år 1-4)
2. Veien til Atlanta 978-82-429-2350-9 (Blueberrys unge år 5-7)
3. Lincoln må dø 978-82-429-2351-6 (Blueberrys unge år 8-10)
4. Slakteren fra Cincinnati 978-82-429-2352-3 (Blueberrys unge år 11-12)
5. Apasjer 978-82-429-3702-5 (Løjtnant Blueberry 0)

### Cobolts bogserie
I 2019 startede forlaget Cobolt en bogserie i større format end Egmonts. Den hedder Blueberry – De samlede eventyr og indeholder indtil videre hovedserien Løjtnant Blueberry og biserien Marshal Blueberry. Serien er efter fransk model. Den er også udgivet på andre sprog, herunder svensk og tysk.
- Marshal Blueberry – Den samlede krønike 978-87-7085-735-2 (Marshal Blueberry 1-3)
- Blueberry – De samlede eventyr 1 978-87-7085-756-7 (Løjtnant Blueberry 1-3)
- Blueberry – De samlede eventyr 2 978-87-7085-757-4 (Løjtnant Blueberry 4-6)
- Blueberry – De samlede eventyr 3 978-87-7085-817-5 (Løjtnant Blueberry 7-9)
- Blueberry – De samlede eventyr 4 978-87-7085-837-3 (Løjtnant Blueberry 10-12)
- Blueberry – De samlede eventyr 5 978-87-7085-871-7 (Løjtnant Blueberry 13-15)
- Blueberry – De samlede eventyr 6 978-87-7085-883-0 (Løjtnant Blueberry 16-19)
- Blueberry – De samlede eventyr 7 978-87-7085-953-0 (Løjtnant Blueberry 20-22)
- Blueberry – De samlede eventyr 8 978-87-7588-026-3 (Løjtnant Blueberry 23-26)
- Blueberry – De samlede eventyr 9 (planlagt)

## Oversigt
Historierne i handlingsmæssig kronologisk orden med angivelse af originaltitel og danske titler og udgaver.
| Blueberry – oversigt | Blueberry – oversigt | Blueberry – oversigt                                                                        | Blueberry – oversigt | Blueberry – oversigt                                                                        | Blueberry – oversigt                                                                        | Blueberry – oversigt                                                                        |
| Oprindelig nr. og titel | Oprindelig nr. og titel | Historie                                                                                    | Album | Enkeltbog                                                                                   | Egmonts bogserie                                                                            | Cobolts bogserie                                                                            |
| --- | --- | ------------------------------------------------------------------------------------------- | --- | ------------------------------------------------------------------------------------------- | ------------------------------------------------------------------------------------------- | ------------------------------------------------------------------------------------------- |
| JB 1 | SP 2. Le secret de Blueberry | UB 1a. Blueberrys hemmelighed                                                               | Den unge Blueberry | Blueberry i den amerik. borgerkrig                                                          | Bog 1                                                                                       |                                                                                             |
| JB 1 | SP 3. Le pont de Chattanooga | UB 1b. Chattanoogabroen                                                                     | Den unge Blueberry | Blueberry i den amerik. borgerkrig                                                          | Bog 1                                                                                       |                                                                                             |
| JB 1 | SP 4. 3000 mustangs | UB 1c. 3000 prærieheste                                                                     | Den unge Blueberry | Blueberry i den amerik. borgerkrig                                                          | Bog 1                                                                                       |                                                                                             |
| JB 2 | SP 5. La chevauchée vers la mort | UB 2a. Dødsridtet                                                                           | En yankee ved navn Blueberry | Blueberry i den amerik. borgerkrig                                                          | Bog 1                                                                                       |                                                                                             |
| JB 2 | SP 7. Private M S Blueberry | UB 2b. Menig Mike S. Blueberry                                                              | En yankee ved navn Blueberry | Blueberry i den amerik. borgerkrig                                                          | Bog 1                                                                                       |                                                                                             |
| JB 2 | SP 8. Chasse à l'homme | UB 2c. Menneskejagten / Farvel min elskede                                                  | En yankee ved navn Blueberry | Blueberry i den amerik. borgerkrig                                                          | Bog 1                                                                                       |                                                                                             |
| JB 3 | SP 6. Chasse à l'homme | UB 3a. Menneskejagt / Flugten mod nord                                                      | Blåjakken Blueberry | Blueberry i den amerik. borgerkrig                                                          | Bog 1                                                                                       |                                                                                             |
| JB 3 | SP 9. Double jeu | UB 3b. Dobbeltspil                                                                          | Blåjakken Blueberry | Blueberry i den amerik. borgerkrig                                                          | Bog 1                                                                                       |                                                                                             |
| JB 3 | SP 1. Tonnerre sur la sierra | UB 3c. Torden over Sierraen                                                                 | Blåjakken Blueberry |                                                                                             | Bog 6                                                                                       |                                                                                             |
| JB 4. Les démons du Missouri | JB 4. Les démons du Missouri | BU 1. Missouris dæmoner                                                                     | BU 1. Missouris dæmoner |                                                                                             | Norsk bog 13                                                                                |                                                                                             |
| JB 5. Terreur sur le Kansas | JB 5. Terreur sur le Kansas | BU 2. Rædsel over Kansas                                                                    | BU 2. Rædsel over Kansas |                                                                                             | Norsk bog 13                                                                                |                                                                                             |
| JB 6. Le raid infernal | JB 6. Le raid infernal | BU 3. Bag fjendens linjer                                                                   | BU 3. Bag fjendens linjer |                                                                                             | Norsk bog 13                                                                                |                                                                                             |
| JB 7. La poursuite impitoyable | JB 7. La poursuite impitoyable | BU 4. Den nådesløse jagt                                                                    | BU 4. Den nådesløse jagt |                                                                                             | Norsk bog 13                                                                                |                                                                                             |
| JB 8. Trois hommes pour Atlanta | JB 8. Trois hommes pour Atlanta | BU 5. Tre mænd i Atlanta                                                                    | BU 5. Tre mænd i Atlanta |                                                                                             | Norsk bog 15                                                                                |                                                                                             |
| JB 9. Le prix du sang | JB 9. Le prix du sang | BU 6. Blodets pris                                                                          | BU 6. Blodets pris |                                                                                             | Norsk bog 15                                                                                |                                                                                             |
| JB 10. La solution Pinkerton | JB 10. La solution Pinkerton | BU 7. Pinkertons plan                                                                       | BU 7. Pinkertons plan |                                                                                             | Norsk bog 15                                                                                |                                                                                             |
| JB 11. La piste des maudits | JB 11. La piste des maudits | BU 8. De fortabtes spor                                                                     | BU 8. De fortabtes spor |                                                                                             | Norsk bog 16                                                                                |                                                                                             |
| JB 12. Dernier train pour Washington | JB 12. Dernier train pour Washington | BU 9. Sidste tog til Washington                                                             | BU 9. Sidste tog til Washington |                                                                                             | Norsk bog 16                                                                                |                                                                                             |
| JB 13. Il faut tuer Lincoln | JB 13. Il faut tuer Lincoln | BU 10. Dræb præsident Lincoln                                                               | BU 10. Dræb præsident Lincoln |                                                                                             | Norsk bog 16                                                                                |                                                                                             |
| JB 14. Le boucher de Cincinnati | JB 14. Le boucher de Cincinnati | BU 11. Slagteren fra Cincinnati                                                             | BU 11. Slagteren fra Cincinnati |                                                                                             | Norsk bog 17                                                                                |                                                                                             |
| JB 15. La sirène de Vera Cruz | JB 15. La sirène de Vera Cruz | BU 12. Sirenen fra Vera Cruz                                                                | BU 12. Sirenen fra Vera Cruz |                                                                                             | Norsk bog 17                                                                                |                                                                                             |
| JB 16. 100 dollars pour mourir | JB 16. 100 dollars pour mourir | BU 13. 100 dollars for at dø                                                                | BU 13. 100 dollars for at dø |                                                                                             |                                                                                             |                                                                                             |
| JB 17. Le sentier des larmes | JB 17. Le sentier des larmes | BU 14. Tårernes spor                                                                        | BU 14. Tårernes spor |                                                                                             |                                                                                             |                                                                                             |
| JB 18. 1276 âmes | JB 18. 1276 âmes | BU 15. 1276 sjæle                                                                           | BU 15. 1276 sjæle |                                                                                             |                                                                                             |                                                                                             |
| JB 19. Rédemption | JB 19. Rédemption | BU 16. Forløsning                                                                           | BU 16. Forløsning |                                                                                             |                                                                                             |                                                                                             |
| JB 20. Gettysburg | JB 20. Gettysburg | BU 17. Gettysburg                                                                           | BU 17. Gettysburg |                                                                                             |                                                                                             |                                                                                             |
| JB 21. Le convoi des bannis | JB 21. Le convoi des bannis | BU 18. Sidste konvoj til Paradis                                                            | BU 18. Sidste konvoj til Paradis |                                                                                             |                                                                                             |                                                                                             |
| LB HS. Apaches | LB HS. Apaches | LB 0. Apache                                                                                | LB 0. Apache |                                                                                             | Norsk bog 14                                                                                | Bog 9                                                                                       |
| LB 1. Fort Navajo | LB 1. Fort Navajo | LB 1. Fort Navajo                                                                           | LB 1. Fort Navajo |                                                                                             | Bog 2                                                                                       | Bog 1                                                                                       |
| LB 2. Tonnerre à l'ouest | LB 2. Tonnerre à l'ouest | LB 2. Torden i vest                                                                         | LB 2. Torden i vest |                                                                                             | Bog 2                                                                                       | Bog 1                                                                                       |
| LB 3. L'aigle solitaire | LB 3. L'aigle solitaire | LB 3. Ensomme Ørn                                                                           | LB 3. Ensomme Ørn |                                                                                             | Bog 2                                                                                       | Bog 1                                                                                       |
| LB 4. Le cavalier perdu | LB 4. Le cavalier perdu | LB 4. Dødens hovslag                                                                        | LB 4. Dødens hovslag |                                                                                             | Bog 3                                                                                       | Bog 2                                                                                       |
| LB 5. La piste des Navajos | LB 5. La piste des Navajos | LB 5. Det store opgør                                                                       | LB 5. Det store opgør |                                                                                             | Bog 3                                                                                       | Bog 2                                                                                       |
| EB 1. Amertume Apache | EB 1. Amertume Apache | EB 1. Den bitre apache                                                                      | EB 1. Den bitre apache |                                                                                             |                                                                                             |                                                                                             |
| EB 2. Les hommes de non-justice (planlagt til 2025) | EB 2. Les hommes de non-justice (planlagt til 2025)                                                                                                 | EB 2. (Planlagt)                                                                            | EB 2. (Planlagt) |                                                                                             |                                                                                             |                                                                                             |
| LB 6. L'homme à l'étoile d'argent | LB 6. L'homme à l'étoile d'argent | LB 6. Manden med sølvstjernen                                                               | LB 6. Manden med sølvstjernen |                                                                                             | Bog 3                                                                                       | Bog 2                                                                                       |
| LB 7. Le cheval de fer | LB 7. Le cheval de fer | LB 7. Jernhesten                                                                            | LB 7. Jernhesten |                                                                                             | Bog 4                                                                                       | Bog 3                                                                                       |
| LB 8. L'homme aux poing d'acier | LB 8. L'homme aux poing d'acier | LB 8. Manden med stålnæven                                                                  | LB 8. Manden med stålnæven |                                                                                             | Bog 4                                                                                       | Bog 3                                                                                       |
| LB 9. La piste des Sioux | LB 9. La piste des Sioux | LB 9. Siouxerne på krigsstien                                                               | LB 9. Siouxerne på krigsstien |                                                                                             | Bog 4                                                                                       | Bog 3                                                                                       |
| LB 10. Général "Tête Jaune" | LB 10. Général "Tête Jaune" | LB 10. General Guldmanke                                                                    | LB 10. General Guldmanke |                                                                                             | Bog 4                                                                                       | Bog 4                                                                                       |
| MB 1. Sur ordre de Washington | MB 1. Sur ordre de Washington | MB 1. Efter ordre fra Washington                                                            | MB 1. Efter ordre fra Washington |                                                                                             | Bog 5                                                                                       | Marshal Blueberry                                                                           |
| MB 2. Mission Sherman | MB 2. Mission Sherman | MB 2. Mission Sherman                                                                       | MB 2. Mission Sherman |                                                                                             | Bog 5                                                                                       | Marshal Blueberry                                                                           |
| MB 3. Frontière sanglante | MB 3. Frontière sanglante | MB 3. Blodig grænse                                                                         | MB 3. Blodig grænse |                                                                                             | Bog 5                                                                                       | Marshal Blueberry                                                                           |
| LB 11. La mine de l'allemand perdu | LB 11. La mine de l'allemand perdu | LB 11. Den gale tyskers guldmine                                                            | LB 11. Den gale tyskers guldmine |                                                                                             | Bog 6                                                                                       | Bog 4                                                                                       |
| LB 12. Le spectre aux balles d'or | LB 12. Le spectre aux balles d'or | LB 12. Genfærdet skyder med guldkugler                                                      | LB 12. Genfærdet skyder med guldkugler |                                                                                             | Bog 6                                                                                       | Bog 4                                                                                       |
| LB 13. Chihuahua Pearl | LB 13. Chihuahua Pearl | LB 13. Chihuahua Pearl                                                                      | LB 13. Chihuahua Pearl |                                                                                             | Bog 7                                                                                       | Bog 5                                                                                       |
| LB 14. L'homme qui valait 500 000 $ | LB 14. L'homme qui valait 500 000 $ | LB 14.½ million dollars værd!                                                               | LB 14.½ million dollars værd! |                                                                                             | Bog 7                                                                                       | Bog 5                                                                                       |
| LB 15. Ballade pour un cercueil | LB 15. Ballade pour un cercueil | LB 15. Balladen om en ligkiste                                                              | LB 15. Balladen om en ligkiste |                                                                                             | Bog 7                                                                                       | Bog 5                                                                                       |
| LB 16. Le hors-la-loi | LB 16. Le hors-la-loi | LB 16. Lovløs                                                                               | LB 16. Lovløs |                                                                                             | Bog 8                                                                                       | Bog 6                                                                                       |
| LB 17. Angel Face | LB 17. Angel Face | LB 17. Angel Face                                                                           | LB 17. Angel Face |                                                                                             | Bog 8                                                                                       | Bog 6                                                                                       |
| LB 18. Nez Cassé | LB 18. Nez Cassé | LB 18. "Brækket Næse"                                                                       | LB 18. "Brækket Næse" |                                                                                             | Bog 9                                                                                       | Bog 6                                                                                       |
| LB 19. La lounge marche | LB 19. La lounge marche | LB 19. Den lange march                                                                      | LB 19. Den lange march |                                                                                             | Bog 9                                                                                       | Bog 6                                                                                       |
| LB 20. La tribu fantôme | LB 20. La tribu fantôme | LB 20. Indianerne, der blev væk                                                             | LB 20. Indianerne, der blev væk |                                                                                             | Bog 9                                                                                       | Bog 7                                                                                       |
| LB 21. La dernière carte | LB 21. La dernière carte | LB 21. Det sidste kort                                                                      | LB 21. Det sidste kort |                                                                                             | Bog 10                                                                                      | Bog 7                                                                                       |
| LB 22. Le bout de la piste | LB 22. Le bout de la piste | LB 22. Hvor sporet ender                                                                    | LB 22. Hvor sporet ender |                                                                                             | Bog 10                                                                                      | Bog 7                                                                                       |
| LB 23. Arizona Love | LB 23. Arizona Love | LB 23. Arizona Love                                                                         | LB 23. Arizona Love |                                                                                             | Bog 10                                                                                      | Bog 8                                                                                       |
| HS. Blueberry's. Three Black Birds | HS. Blueberry's. Three Black Birds | Tre sorte fugle (vises i uddrag i bog 8)                                                    | |                                                                                             |                                                                                             | Bog 8                                                                                       |
| LB 24. Mister Blueberry | LB 24. Mister Blueberry | LB 24. Mister Blueberry                                                                     | LB 24. Mister Blueberry |                                                                                             | Bog 11                                                                                      | Bog 8                                                                                       |
| LB 25. Ombres sur Tomstone | LB 25. Ombres sur Tomstone | LB 25. Tombstone                                                                            | LB 25. Tombstone |                                                                                             | Bog 11                                                                                      | Bog 8                                                                                       |
| LB 26. Geronimo l'Apache | LB 26. Geronimo l'Apache | LB 26. Geronimo                                                                             | LB 26. Geronimo |                                                                                             | Bog 11                                                                                      | Bog 8                                                                                       |
| LB 27. OK Corral | LB 27. OK Corral | LB 27. OK Corral                                                                            | LB 27. OK Corral |                                                                                             | Bog 12                                                                                      | Bog 9 (planlagt)                                                                            |
| LB 28. Dust | LB 28. Dust | LB 28. Dust                                                                                 | LB 28. Dust |                                                                                             | Bog 12                                                                                      | Bog 9 (planlagt)                                                                            |
| LG 5. Viva Nez Cassé | LG 5. Viva Nez Cassé | (Leve Brækket Næse; ikke udgivet på dansk, men udgivet på norsk i Fantomet nr. 25-26, 1995) | (Leve Brækket Næse; ikke udgivet på dansk, men udgivet på norsk i Fantomet nr. 25-26, 1995)                                                   | (Leve Brækket Næse; ikke udgivet på dansk, men udgivet på norsk i Fantomet nr. 25-26, 1995) | (Leve Brækket Næse; ikke udgivet på dansk, men udgivet på norsk i Fantomet nr. 25-26, 1995) | (Leve Brækket Næse; ikke udgivet på dansk, men udgivet på norsk i Fantomet nr. 25-26, 1995) |
| \| \| Forkortelser - BU – Blueberrys unge år - EB – Et ekstraordinært eventyr med Blueberry - HS – Hors série (særudgave) - JB – La jeunesse de Blueberry \| \| - LB – Lieutenant / Løjtnant Blueberry - LG – Les / Los Gringos - MB – Marshal Blueberry - SP – Super Pocket Pilote - UB – Den unge Blueberry \| | |                                                                                             | |                                                                                             |                                                                                             |                                                                                             |
| | Forkortelser - BU – Blueberrys unge år - EB – Et ekstraordinært eventyr med Blueberry - HS – Hors série (særudgave) - JB – La jeunesse de Blueberry |                                                                                             | - LB – Lieutenant / Løjtnant Blueberry - LG – Les / Los Gringos - MB – Marshal Blueberry - SP – Super Pocket Pilote - UB – Den unge Blueberry |                                                                                             |                                                                                             |                                                                                             |